# Carmelo José González Jiménez
Carmelo José González Jiménez (9 de juliol de 1983, Las Palmas de Gran Canaria) és un exfutbolista canari, que va sorgir del planter de la UD Las Palmas.